# Генридор

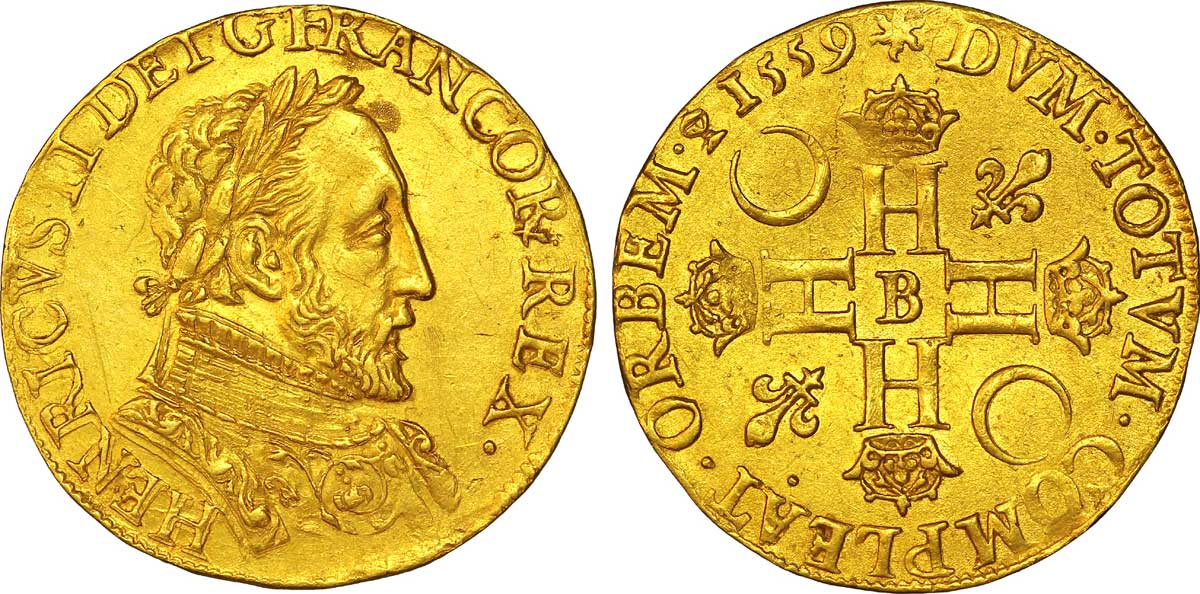
Двойной генридор 1559 года

Генридор (фр. Henri d`or) — золотая монета с изображением французского короля Генриха II. Впервые выпущена в 1549 году, сменив золотые экю (ecu d`or au soleil). В то же время ряд источников рассматривают генридор в качестве разновидности экю. Примечательна тем, что является первой французской монетой с указанием даты выпуска. Вес генридора составлял 3,653 г при содержании 3,421 г чистого золота. Также чеканили монеты в ½ и 2 генридора.
Отдельно выделяют генридор а ля Галлия (фр. Henri d`or a la Gallia) с изображением на реверсе сидящей женщины, которая символизирует Галлию. Является первой французской монетой, которую отчеканили машинным способом в 1552 году.